# Престон, Джеймс
Джеймс (Яков Иванович) Престон (англ. James Preston; 1737/38 — 1813) — российский контр-адмирал британского происхождения, герой Красногорского сражения со шведами.

## Биография
Вероятно, шотландец, Престон был принят в русскую службу контр-адмиралом Элфинстоном 15 февраля 1770 года и в его эскадре, в чине капитан-лейтенанта, командовал в Архипелаге пинком «Св. Павел» и сражался с турками. В следующем году Престон был уволен от службы адмиралом Спиридовым, но 29 июня 1788 года был вновь принят с чином капитана 2-го ранга.
В следующем же году Престон был произведён в капитаны 1-го ранга, и, командуя кораблём «Дерись», принял участие с флотом в Эландском сражении со шведами. Затем в 1790 году он участвовал в Красногорском и Выборгском сражениях и за выказанную им в первом деле храбрость он 29 мая был награждён орденом св. Георгия 4-го класса (№ 380 по кавалерскому списку Судравского и № 733 по списку Григоровича — Степанова)
За храбрые и мужественные подвиги, оказанные во время сражения с Шведским флотом, который был отражен, к отступлению принужден и преследован.
С 1791 года по 1794 год Престон командовал кораблями «Всеслав» (в 1790—1791 годах) и «Болеслав» (в 1791—1792 годах) в Кронштадтском порте, затем занимался обучением экипажей. В 1795 году был произведён в капитаны бригадирского ранга, а 23 сентября 1797 года — в контр-адмиралы. За участие в Высочайшем присутствии во флотских маневрах у Красной Горки награжден 10 июля орденом Св. Анны IV степени на шпагу.
30 января 1799 года был уволен от службы. Скончался в 1813 году.